# KV3

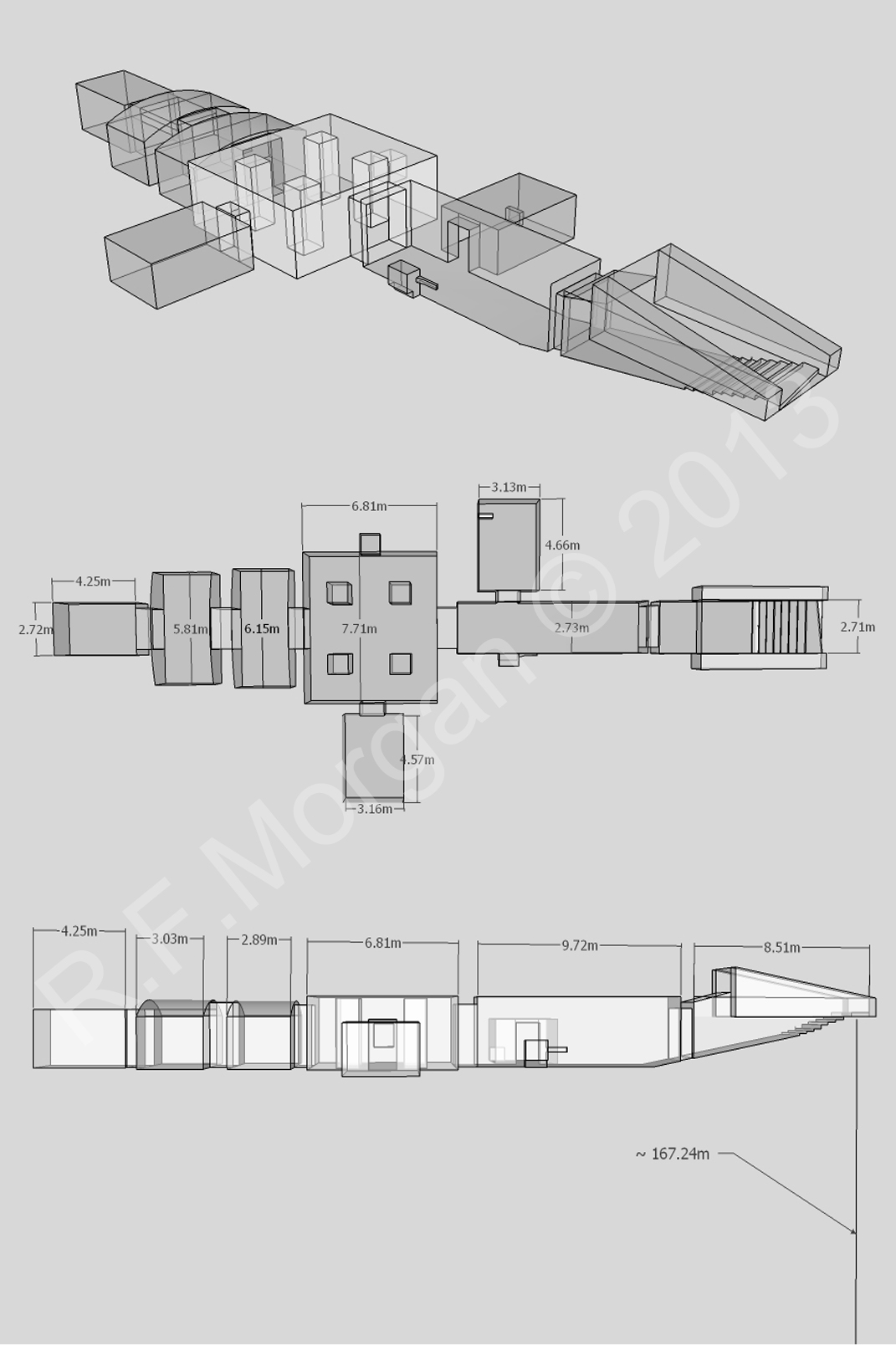
Hình ảnh chụp từ một mô hình 3d

Ngôi mộ KV3 là một ngôi mộ hoàng gia nằm ở Thung lũng của các vị Vua, Ai Cập. Nó được dự đoán là để chôn cất một người con trai không rõ danh tính của Pharaon Ramses III trong giai đoạn đầu của Vương triều 20. Nó chưa được hoàn thành và đang ở trạng thái chỉ có một vài phòng trong ngôi mộ cùng với rất ít bằng chứng khảo cổ, nó cũng cho thấy rằng ngôi mộ có thể đã chưa bao giờ sử dụng. Một số người cho rằng nó đã được sử dụng bởi những vị hoàng tử của Ramses IV, và đã bắt đầu xây dựng mộ của riêng mình (KV2) ngay sau khi ông lên ngôi.

## Ngôi mộ
Nó có thể đã được xây dựng cho một gia đình hoàng gia nào đó và kích thước, kiểu bố trí của nó cho thấy ngôi mộ thuộc gia đoạn đầu của Vương triều 20.
Qua lối vào hầm mộ KV3 chỉ dốc xuống thêm một chút nữa. Có hai hành lang (có dán nhãn "A" và "B") dẫn từ cổng vào đến ngôi mộ.
Có là bằng chứng cho rằng trong thời kỳ Đông La Mã thì ngôi mộ đã được phát hiện và được dùng như một ngôi mộ của Kito giáo.